# 지넷 로프

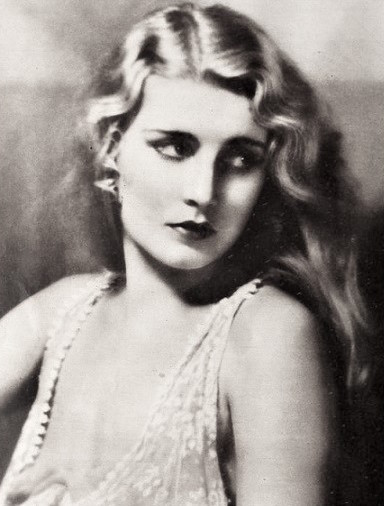

지넷 로프(Janette Lov, 1906년 10월 9일 ~ 1942년 8월 4일)는 미국의 배우, 가수, 연극 배우, 영화배우이다.
로스앤젤레스에서 사망하였다. 사인은 독이다. 포리스트 론 메모리얼 파크에 매장되었다.

## 영화
- 파티 걸 (1930년)
- 킹 오브 재즈 (1930년)
- 더 소포모어 (1929년)
- 아나폴리스 (1928년)
- 마이 프렌드 프롬 인디아 (1927년)